# Île de Hilton-Head
L'île de Hilton-Head, ou île Hilton-Head, Hilton Head Island en anglais, est une île barrière de l'archipel de Beaufort, lui-même partie des Sea Islands, sur la côte atlantique des États-Unis d'Amérique. Île du sud-est de la Caroline du Sud relevant administrativement de son comté de Beaufort, elle est située à 153 kilomètres au sud de Charleston, à proximité de la frontière méridionale de l'État auquel elle appartient, ce qui la place à 32 kilomètres au nord de Savannah, métropole de la Géorgie voisine dont elle sollicite l'aéroport.
Dotée d'une faune variée qu'il lui faut protéger, l'île de Hilton-Head a une superficie de 110 kilomètres carrés et était peuplée, au recensement de l'an 2000, de 34 407 habitants. La très grande majorité d'entre eux vivent dans une ville dont le nom officiel est Town of Hilton Head Island, ce que l'on raccourcit, en français, en Hilton-Head, voire Hilton Head. De 32 % au cours de la dernière décennie, l'accroissement de cette population est rapide et profite aux gated communities, lesquelles recouvrent désormais 70 % de sa surface, par ailleurs très arborée. De fait, l'île est devenue une destination touristique majeure de la région, accueillant jusqu'à 275 000 personnes simultanément durant les vacances d'été.
Occupée de façon irrégulière par les Amérindiens depuis des millénaires, elle a une histoire riche marquée par l'exploration européenne, par le commerce d'un coton particulier, le Sea Island cotton, puis par son rôle de port stratégique de l'Union durant la guerre de Sécession. L'héritage de cette dernière se perpétue par le biais des Gullah, descendants d'esclaves affranchis qui l'habitent toujours aujourd'hui. Ses infrastructures et son économie sont désormais consacrées aux activités culturelles et de loisir qu'elle propose, nombreuses pour une localité de sa taille, notamment en ce qui concerne la musique et le sport. Site hôte du tournoi de tennis WTA appelé Tournoi de tennis Family Circle jusqu'en 2000, elle accueille chaque année la compétition de golf du PGA Tour connue sous le nom de Verizon Heritage.

## Géographie physique

### Situation et topographie
L'île de Hilton-Head est une île en forme de chaussure située au nord de Savannah et à 90 miles au sud de Caroline du Sud. Ses coordonnées exactes sont 32°10'44" de latitude nord et 80°44'35" de longitude ouest.
Selon le United States Census Bureau, la ville a une superficie totale de 143.9 kilomètres carrés. Sur cet ensemble, 108,9 sont de la terre, et 34,9 de l'eau, soit 24,28 % dans ce dernier cas.

### Géologie

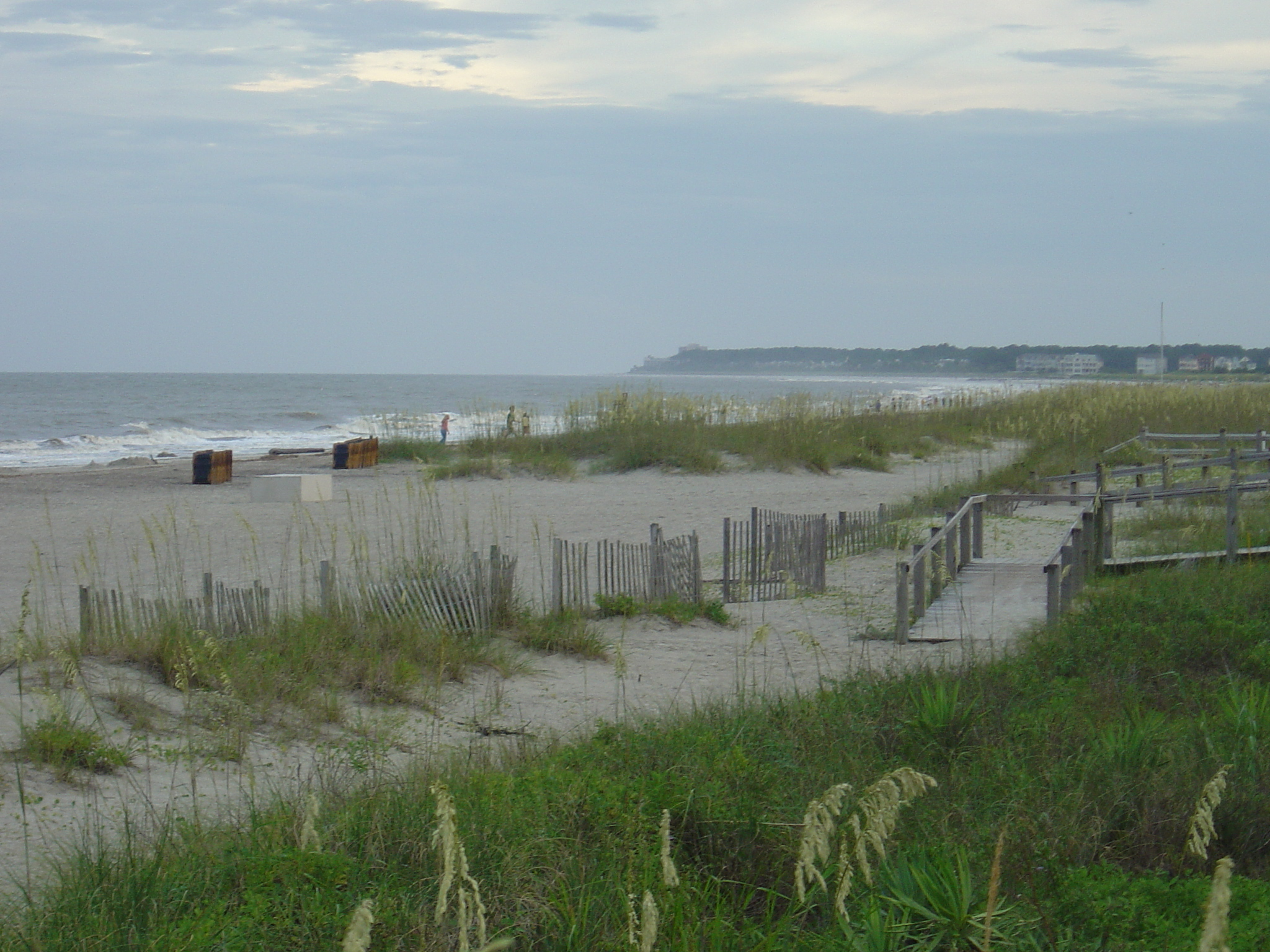
Plage de l'île de Hilton-Head.

L'île de Hilton-Head est souvent présentée comme le deuxième plus grand banc de sable de la côte orientale des États-Unis après Long Island, laquelle n'est d'ailleurs pas véritablement un banc de sable, mais deux moraines. En fait, seule une moitié de Hilton-Head est sablonneuse. De fait, la pointe nord de l'île constitue l'une des Sea Islands qui ponctuent le littoral oriental du pays et datent du Pléistocène. Seule la partie sud constitue un banc de sable, lequel est apparu plus récemment, durant l'Holocène. Broad Creek, qui est un marais soumis à l'influence de la marée, sépare les deux moitiés.
Le sol de la partie sablonneuse est déterminé par une dynamique marine constituant des barres de sable au large, des vagues de surface et des plages changeantes. On trouve en arrière-plage des dunes herbeuses, des forêts maritimes et des zones humides dans l'intérieur, le tout complété par des marais salés ou soumis à la marée dans la partie sous le vent, qui fait face au continent. Une île sablonneuse typique comporte un cap et une plage sablonneuses s'avançant parfois en mer.

### Climat et hydrologie

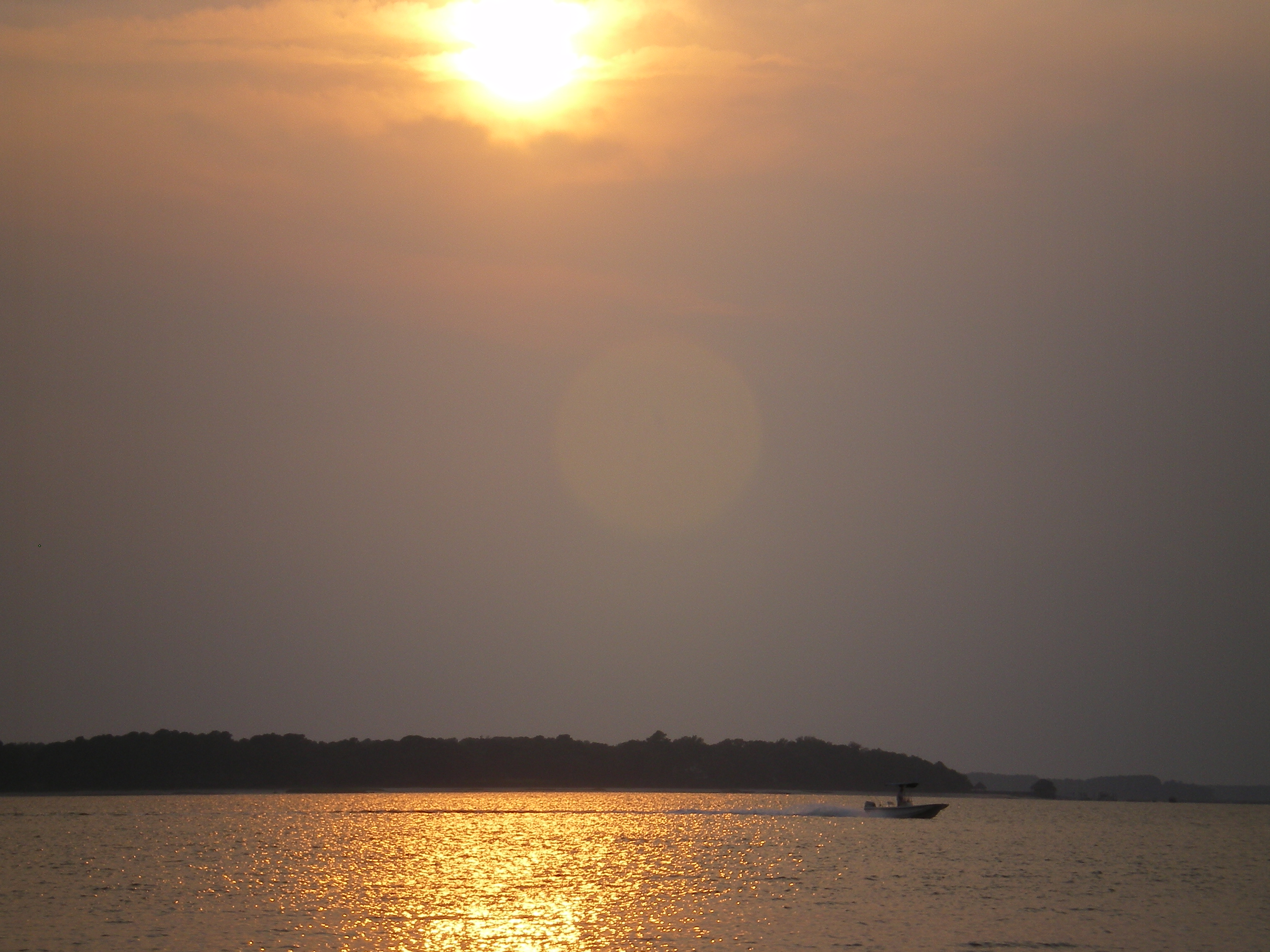
Coucher de soleil sur l'île de Hilton-Head.

## Milieux et environnement

### Flore et faune

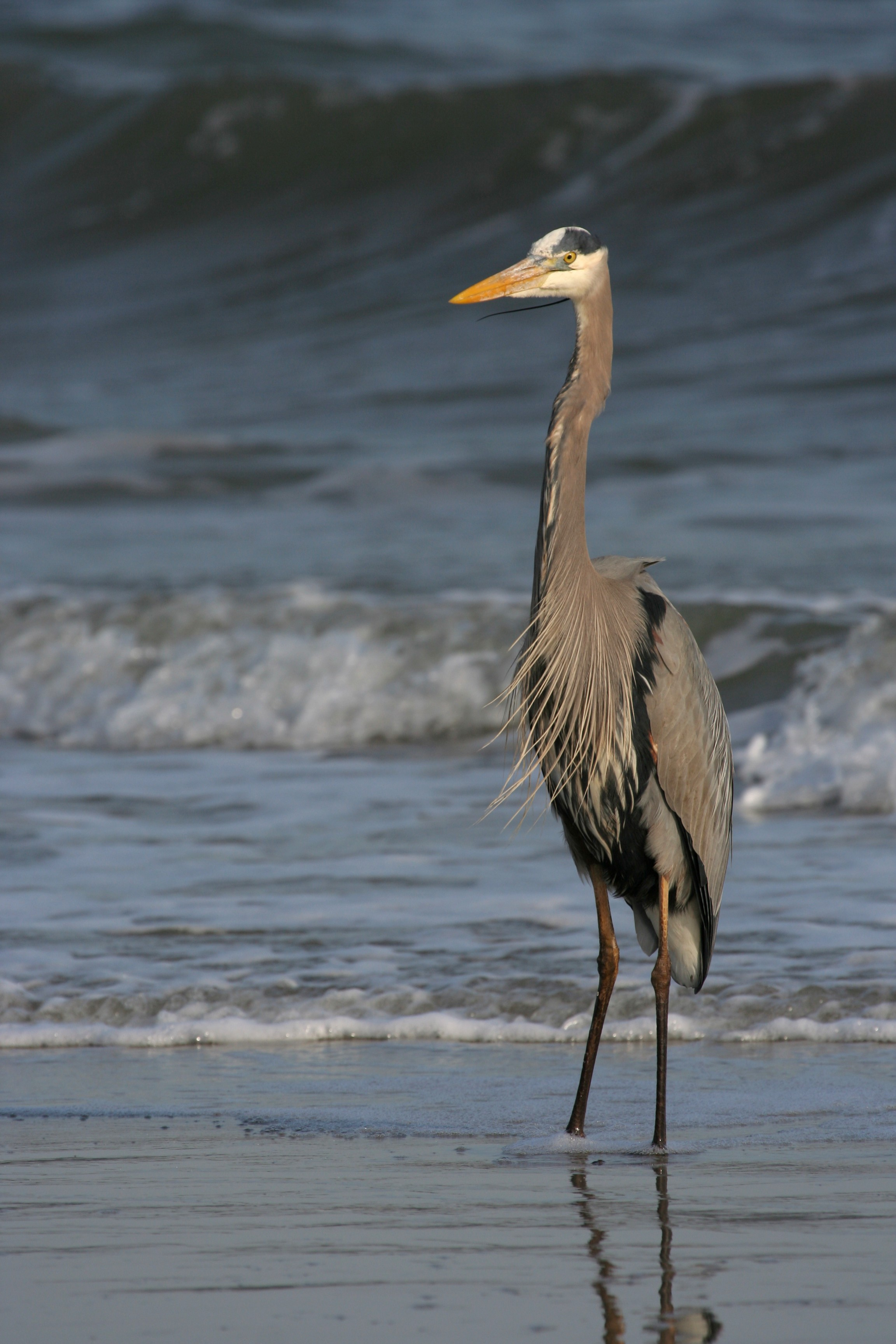
Grand Héron sur la plage de l'île de Hilton-Head.

La région autour de l'île de Hilton-Head Island accueille de nombreuses espèces animales, parmi lesquelles des alligators, des cerfs de Virginie, des caouannes, des centaines d'espèces d'oiseaux ainsi que des grands dauphins.
Le Coastal Discovery Museum, en conjonction avec le SC Department of Natural Resources, observe les plages de mai à octobre dans le cadre du Sea Turtle Protection Project. L'objectif de ce projet est d'inventorier et de surveiller les sites de nidification puis, si nécessaire, de les déplacer vers des zones préférables. Durant les mois de l'été, le musée propose la Turtle Talk & Walk, qui est un tour destiné à informer et sensibiliser le public quant à cette espèce en danger. Pour protéger les caouannes, une ordonnance municipale stipule que l'éclairage artificiel doit être recouvert de façon à être invisible de la plage, ou être éteint à dix heures du soir du 1er mai au 31 octobre chaque année.
Les eaux entourant l'île de Hilton-Head font partie des quelques rares qui, à la surface du globe, abritent de façon régulière des dauphins utilisant une technique de chasse par laquelle ils contraignent les bancs de poissons à s'enliser dans les eaux boueuses. Les dauphins de la région reposent sur le côté pendant qu'ils se nourrissent avant de glisser dans l'eau à nouveau,.
Les estuaires marécageux de l'île de Hilton-Head Island sont des terres de chasse et de reproduction pour de nombreuses espèces de poissons d'eau de mer recherchés par les pêcheurs, mais aussi pour les mammifères marins. La densité de la population de plancton donne aux eaux côtières une couleur entre le marron et le vert. Ce plancton permet la vie marine, notamment la présence d'huîtres, de crevettes et d'autres invertébrés, mais aussi des poissons comme le Brevoortia patronus ou le mulet, lesquels permettent à leur tour à des poissons plus gros et aux mammifères marins de s'épanouir alentour. Parmi les poissons qu'il est coutume de pêcher dans la zone, on compte le Sciaenops ocellatus, la truite de mer tachetée, Archosargus probatocephalus, le cobia et le tarpon.

## Histoire

### Des origines à la guerre de Sécession
On peut voir un très ancien anneau fait de coquillages près de l'entrée est de la Sea Pines Forest Preserve. Cet anneau, l'un des 20 seuls existants, mesure 46 mètres de diamètre. On estime qu'il est vieux de plus de 10 000 ans. Les archéologues pensent qu'il s'agit d'un refuge de tribu, créé par les Amérindiens, qui vivaient à l'intérieur, lequel était maintenu dégagé et était utilisé comme une aire commune. Deux autres anneaux de coquillages de l'île de Hilton-Head ont été détruits par le retrait des coquillages afin de servir comme matériau pour les routes et les bâtiments. L'anneau restant est inscrit au Registre national des lieux historiques et est protégé par la loi.
Depuis l'avènement de sources écrites concernant le Nouveau Monde, les eaux autour de l'île de Hilton-Head étaient connues, occupées et défendues par les Anglais, les Espagnols, les Français et les Écossais.
Une expédition espagnole conduite par Francisco Cordillo explora la région en 1521 et initia un contact entre Européens et tribus locales.
En 1663, le captain William Hilton naviguant sur l'Adenture depuis la Barbade afin d'explorer les terres accordées par le roi Charles II d'Angleterre à huit propriétaires. Au cours de ces voyages, il identifia une avancée en mer, headland en anglais, à l'entrée de la baie de Port Royal. Il la nomma Hilton's Head de son propre nom Il y resta plusieurs jours, relevant les arbres, la végétation, l'eau douce (sweet water) et l'air clair et doux (clear sweet air)
En 1698, l'île de Hilton-Head fut concédée comme partie de sa baronnie à John Bayley of Ballingclough, du comté de Tipperary, dans le royaume d'Irlande. Un autre John Bayley, frère du précédent, nomma ensuite un certain Alexander Trench premier agent de commerce de l'île. Aussi Hilton-Head fut elle connue pendant un temps sous le nom de Trench's Island, littéralement l'île de Trench. En 1729, ce dernier vendit les terrains à John Gascoine, celui-ci les renommant John's Island d'après son propre prénom. L'île devint ensuite conne sous le nom de Jenkin's Island à la suite d'un nouveau changement de propriétaire.
En 1788, une petite église épiscopale appelée Zion Chapel of Ease fut construite par des propriétaires de plantations. Le vieux cimetière situé au coin de William Hilton Parkway et de Mathews Drive à Folly Field est tout ce qu'il en reste. Charles Davant, un planteur de l'île bien connu pendant la guerre d'indépendance des États-Unis, y est enterré. Il fut tué par le capitaine Martinangel de Daufuskie Island en 1781. Le cimetière contient la plus vieille des structures toujours intacte de l'île de Hilton-Head, soit le mausolée Baynard, qui fut construit plus tard en 1846.
William Elliott II de la plantation de Myrtle Bank Plantation fit pousser la première récolte de Sea Island cotton en Caroline du Sud sur l'île de Hilton-Head en 1790.
Durant la Guerre de Sécession, Fort Walker était un fort dans ce qui est aujourd'hui Port Royal Plantation. Ce bastion servait de station aux troupes confédérées, ces canons protégeant la large entrée de deux miles de la baie de Port Royal Sound, laquelle est alimentée par deux rivières au cours lent et navigables, la Broad River et la Beaufort River. Il apparaissait vital au commerce du Sea Island cotton et à l'économie du Sud. Le 29 octobre 1861, la plus grande flotte jamais assemblée en Amérique du Nord se déplaça en direction du sud pour le capturer, déclenchant la bataille de Port Royal. Le fort fut attaqué par la Marine américaine, et le 7 novembre 1861, il tomba sous la pression de quelque 12 000 soldats de l'Union. Le fort fut alors renommé Fort Welles en l'honneur de Gideon Welles, Secrétaire de la Marine.
L'île de Hilton-Head eut dès lors une importance majeure pendant la Guerre civile américaine, puisqu'elle agit comme une base stratégique dans le cadre du blocus lancé par l'Union des ports du Sud, en particulier Savannah et Charleston. L'Union y construisit un hôpital militaire de 370 mètres de façade et de 6 000 mètres carrés de surface.
Des centaines d'anciens esclaves libérés par l'Union convergèrent vers l'île de Hilton-Head, où ils pouvaient acheter des terres, envoyer leurs enfants à l'école, vivre dans des logements construits par le gouvernement et servir dans le premier régiment des Volontaires de Caroline du Sud – nombreux parmi eux furent en fait recrutés de force à la pointe de la baïonnette. Une localité appelée Mitchelville, appelée ainsi en l'honneur du général Ormsby M. Mitchel, fut établie dans la partie nord de l'île pour abriter ces nouveaux arrivants.

### Jusqu'à nos jours
Les lendemains de la guerre voient la construction du phare de Leamington, érigé dans les années 1870 à la limite sud de ce qui est à présent appelé Palmetto Dunes. Mais le 27 août 1893, un ouragan frappe les Sea Islands Hurricane à proximité de Savannah. Il s'accompagne de vagues de cinq mètres et balaie la région en direction du nord en traversant la Caroline du Sud, tuant plus de mille personnes sur son passage. Des dizaines de milliers d'autres se retrouvent sans abri.

### Tourisme

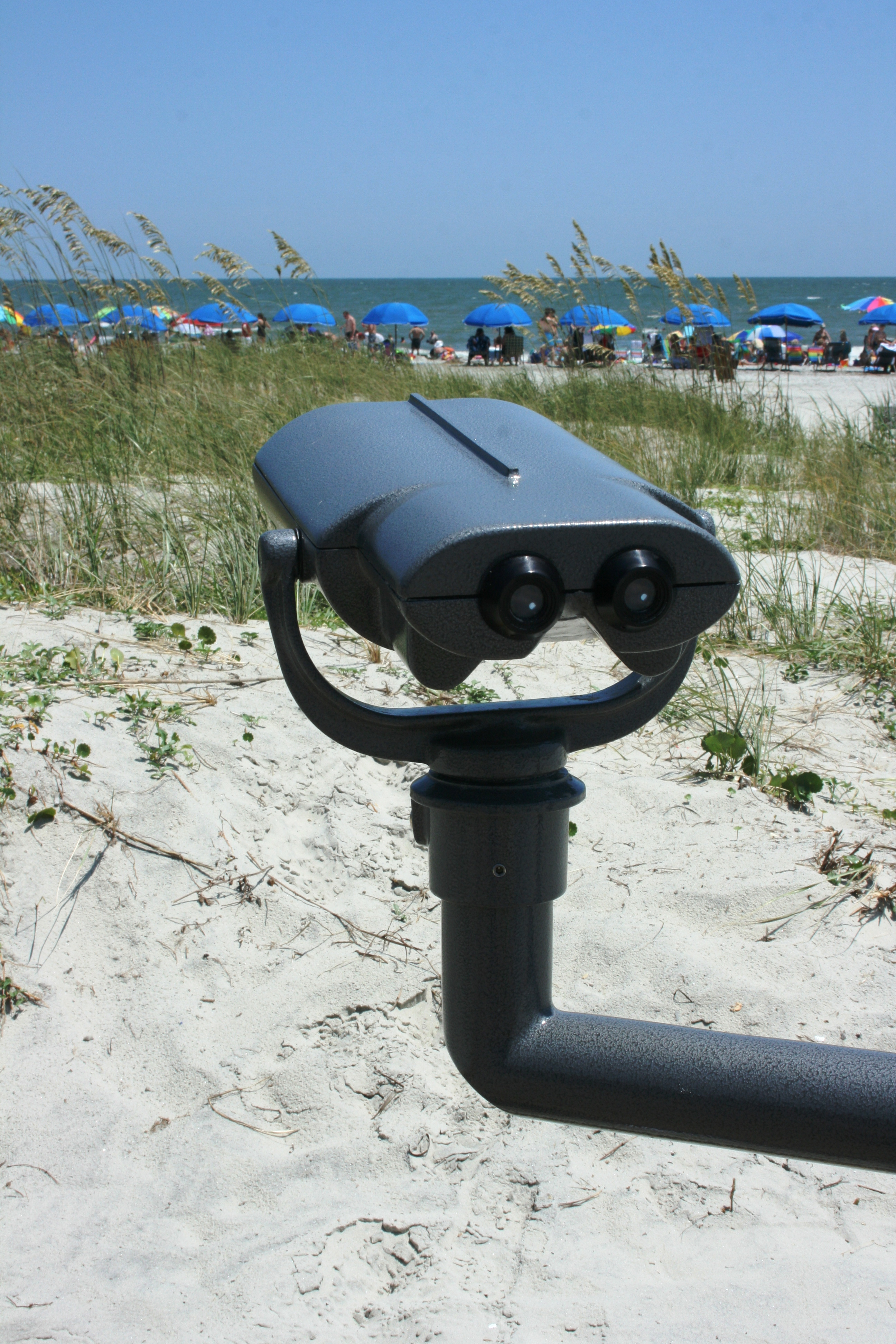
Jumelles pointant sur la plage de l'île de Hilton-Head.